# Silene virginica
Silene virginica es una especie de planta de flores perteneciente a la familia  Caryophyllaceae.  Es conocida por sus brillantes flores rojas. Cada una de unos cinco centímetros de diámetro y compuestas por cinco brillantes pétalos rojos que se extienden en un largo tubo.

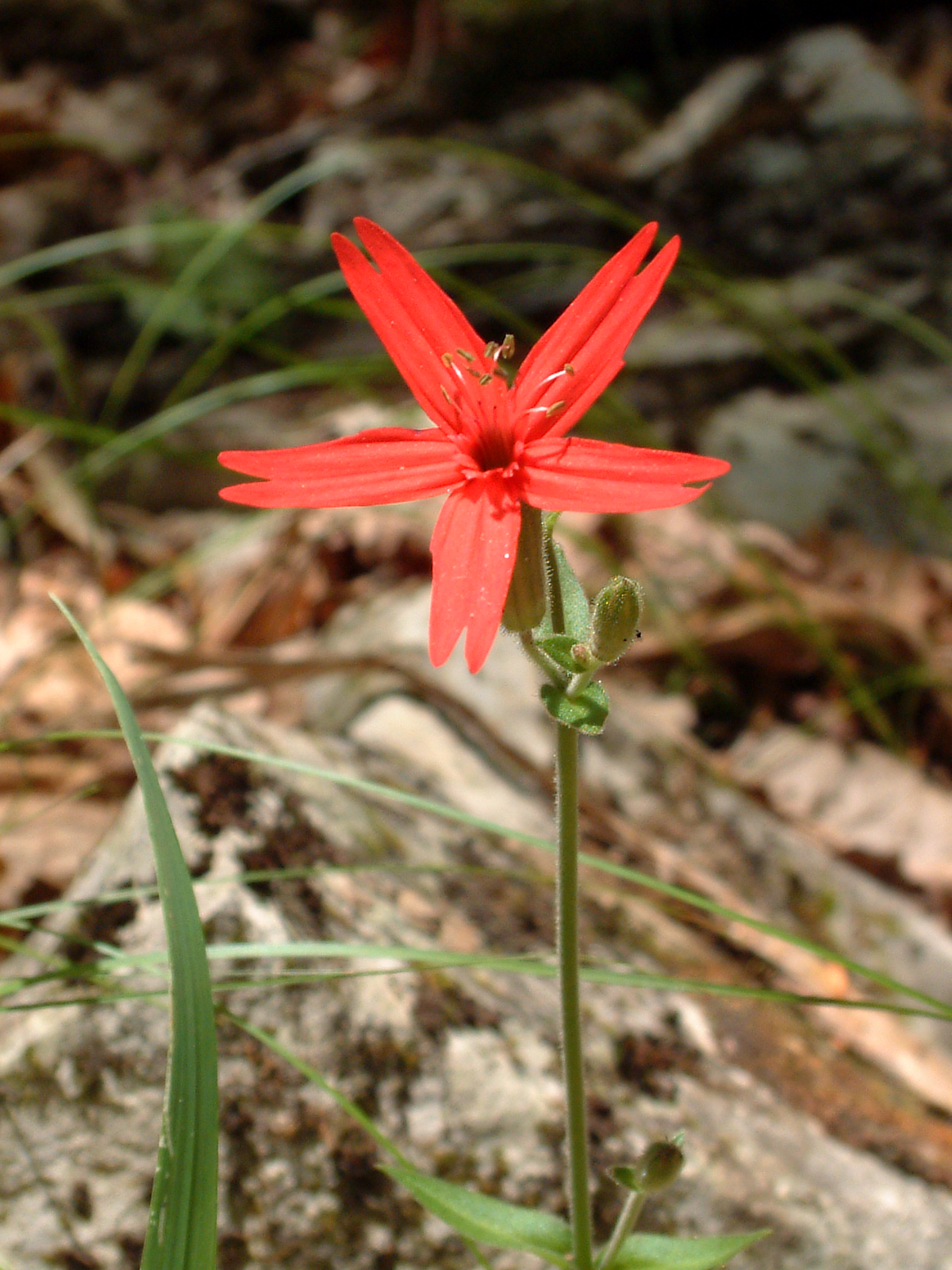
Detalle de la flor

## Descripción
Es una planta perenne de corta vida (2-3 años), alcanza los 2-8 dm de altura, con hojas lanceoladas. Sus tallos y las bases de las flores están cubiertas por una pelusa pegajosa. Florece en primavera tardía y continúa durante el verano.

## Distribución y hábitat
Crece en bosques abiertos y roquedales en el este de Norteamérica, llegando desde el extremo norte en Ontario hasta el sur. Está protegida como especie en peligro de extinción en  Wisconsin y Florida, y como especie en protección en Míchigan.

## Ecología
La especie es polinizada por (Archilochus colubris), que son atraídas por sus atractivas flores rojas y dulce néctar.

## Variedades
Hay dos variedades reconocidas de Silene virginica. La mayoría de estas plantas son clasificadas como  Silene virginica var. virginica, sin embargo, hay una especie endémica del oeste de Virginia llamada  Silene virginica var. robusta.

## Taxonomía
Silene virginia fue descrita por  Carlos Linneo y publicado en Species Plantarum 1: 419. 1753.
Etimología
El nombre del género está ciertamente vinculado al personaje de Sileno (en griego Σειληνός; en latín Sīlēnus), padre adoptivo y preceptor de Dionisos, siempre representado con vientre hinchado similar a los cálices de numerosas especies, por ejemplo Silene vulgaris o Silene conica. Aunque también se ha evocado (Teofrasto via Lobelius y luego  Linneo)  un posible origen a partir del Griego σίαλoν, ου, "saliva, moco, baba", aludiendo a la viscosidad de ciertas especies, o bien σίαλος, oν, "gordo", que sería lo mismo que la primera interpretación, o sea, inflado/hinchado.
virginica; epíteto geográfico que alude a su localización en Virginia.
Sinonimia
- Melandrium virginicum (L.) A. Braun
- Silene catesbaei Walter
- Silene coccinea Moench
- Silene virginica var. hallensis Pickens & M.C.W. Pickens
- Silene virginica var. robusta Strausb. & Core[6]